# Dombeya andrahomanensis
Dombeya andrahomanensis är en malvaväxtart som beskrevs av Arenes. Dombeya andrahomanensis ingår i släktet Dombeya och familjen malvaväxter. Inga underarter finns listade i Catalogue of Life.